# Miejskie Przedsiębiorstwo Komunikacyjne – Rzeszów
Miejskie Przedsiębiorstwo Komunikacyjne – Rzeszów Spółka z o.o. (w skrócie MPK Rzeszów) – miejski zakład obsługujący transport zbiorowy na terenie miasta Rzeszowa i aglomeracji rzeszowskiej. Siedziba przedsiębiorstwa wraz z zajezdnią znajduje się przy ul. Lubelskiej 54.

## Historia
W marcu 1948 roku decyzją Miejskiej Rady Narodowej utworzono miejskie przedsiębiorstwo o nazwie Miejska Komunikacja Samochodowa. Nowy zakład został wyposażony w pierwszy autobus marki Polski Fiat 621 R. Ten 22-osobowy pojazd rozpoczął próbnie jazdę końcem marca, aby w dniu 10 kwietnia 1948 roku wyjechać oficjalnie na trasę: Pobitno – Plac Wolności – Dworzec Kolejowy – ul. Grunwaldzka – Plac Farny. W 1949 roku rzeszowski przewoźnik wzbogacił się o 2 używane autobusy GMC. Na początku 1951 roku MKS stał się częścią wielobranżowego przedsiębiorstwa o nazwie Miejskie Przedsiębiorstwo Gospodarki Komunalnej w Rzeszowie. Ze względu na rosnące potrzeby mieszkańców miasta w 1952 roku MKS wydzierżawił od PKS dwa autobusy marki Chausson. W tym roku wprowadzono pierwsze bilety miesięczne, a także normalne i ulgowe. W 1956 roku MKS otrzymał od miasta część terenów i zabudowań dawnego folwarku Jędrzejowiczów przy ul. Partyzantów. Tam stworzono pierwszą zajezdnię. W skład taboru wchodziły wówczas 11 autobusy Star 52 i 4 autobusy Mavag odkupione od warszawskiego Miejskich Zakładów Komunikacyjnych.
Z dniem 1 stycznia 1958 roku MKS przekształcono samodzielną jednostkę gospodarczą – Miejskie Przedsiębiorstwo Komunikacyjne w Rzeszowie, zakład wzbogacił się przy tym o 6 nowych autobusów San. Trzy lata później przedsiębiorstwo poszerzyło zakres świadczonych usług o przewozy taksówkowe. Jednak działalność ta szybko upadła ze względu na konkurencję prywatnych taksówkarzy. Kolejne lata były dla rzeszowskiego MPK bardzo pomyśle. Wyremontowano stary tabor oraz zakupiono wiele nowych pojazdów. MPK obsługiwało 5 linii komunikacyjnych ogólnodostępnych i 12 tras przewozów zamkniętych, także do podmiejskich wsi. W 1969 roku oddano do użytku długo oczekiwaną zajezdnie przy ul. Zabłocie (obecnie Zajezdnia Nr 1 przy ul. Trembeckiego). W 1971 roku przewoźnik wzbogacił się o autobusy Karosa ŠM 11. W związku z przyrostem liczby ludności oraz poszerzeniem granic miasta w 1980 roku MPK obsługiwało: 33 dziennych linii komunikacyjnych; (13 miejskich i 20 podmiejskich), 1 linię nocną, 15 tras przewozów zamkniętych, 6 przewozów szkolnych. Załamanie gospodarcze, które dotknęło kraj w końcu lat 70. XX wieku dało się odczuć także miejskiemu przewoźnikowi. Zlikwidowano linie zamknięte, ograniczono liczbę kursów. Niespokojny był także czas przemian ustrojowych w Polsce.
W toku zamian w 1994 roku MPK wraz Miejskim Przedsiębiorstwem Energetyki Cieplnej, Miejskim Przedsiębiorstwem Wodociągów i Kanalizacji (wystąpiło ze spółki w 2004 roku) i Miejskim Zarządem Budynków Mieszkalnych z weszło w skład Rzeszowskiej Gospodarki Komunalnej. W marcu tego roku przedsiębiorstwo otrzymało nową zajezdnię zlokalizowaną przy ul. Lubelskiej (Zajezdnia Nr 2). Od 1995 rozpoczęto gruntowną wymianę taboru, zakupiono pierwsze autobusy niskopodłogowe (trzy Mercedesy O405N2, które jeździły w barwach MPK do lipca 2018 roku). Od 2004 roku przewoźnik postawił na autobusy ekologiczne napędzane sprężonym gazem ziemnym – CNG. I tak obecnie posiada ich najwięcej w Polsce – 70 sztuk. Na stanie MPK Rzeszów jest w sumie 212 autobusów miejskich (stan na 26.07.2019).
Od 1 stycznia 2008 roku po wydzieleniu z Rzeszowskiej Gospodarki Komunalnej przedsiębiorstwo znów działa jako samodzielna spółka pod nazwą MPK – Rzeszów Sp. z o.o. W 2009 został utworzony Zarząd Transportu Miejskiego w Rzeszowie. W 2012 roku zakupiono 80 nowoczesnych, klimatyzowanych i ekologicznych pojazdów. Pierwsze z nich to 30 sztuk Mercedes-Benz O530 Citaro, kolejne 30 to Mercedes-Benz O530 Citaro zasilane gazem ziemnym, a ostatnie 20 sztuk to Autosan Sancity M10LF. Wprowadzono również system biletów elektronicznych i nowoczesny system informacji pasażerskiej. W 2018 roku zakupiono w sumie 50 autobusów. Pierwsze 10 sztuk to Autosan Sancity M12LF, następne 30 to Solaris Urbino 18 (IV) i ostatnie 10 sztuk to Solaris Urbino 12 electric (IV), pierwsze autobusy elektryczne w rzeszowskim MPK. W 2020 roku zakupiono 60 nowych autobusów na gaz ziemny – były to Autosany M12LF CNG. 23 kwietnia 2023 roku do rzeszowskiego MPK trafił pierwszy z dwóch zamówionych Solarisów Urbino 18 IV CNG Mild Hybrid. Są to pierwsze tego typu autobusy wyprodukowane przez firmę Solaris.

## Zajezdnie
Obecnie MPK posiada jedną zajezdnię:
- Lubelska – działa od 1994 (wcześniej należała do upadłego przedsiębiorstwa transportowego „TRANSBUD”). Po przeniesieniu z dawnej zajezdni przy ul. Trembeckiego aktualna siedziba przedsiębiorstwa. Dawniej Zajezdnia nr 2.

Dawne zajezdnie MPK:
- Trembeckiego – działała od 1969/1970 do 2015 – zakończyła działalność w maju 2015 r. Została sprzedana prywatnemu inwestorowi. Dawniej Zajezdnia nr 1.
- Partyzantów działała od 1956 do 1969/1970 r.
- ul. Mickiewicza 10 – biura w budynku straży pożarnej, plac postojowy na obecnym placu hali targowej przy ul. Targowej od 1948 do 1956

## Tabor

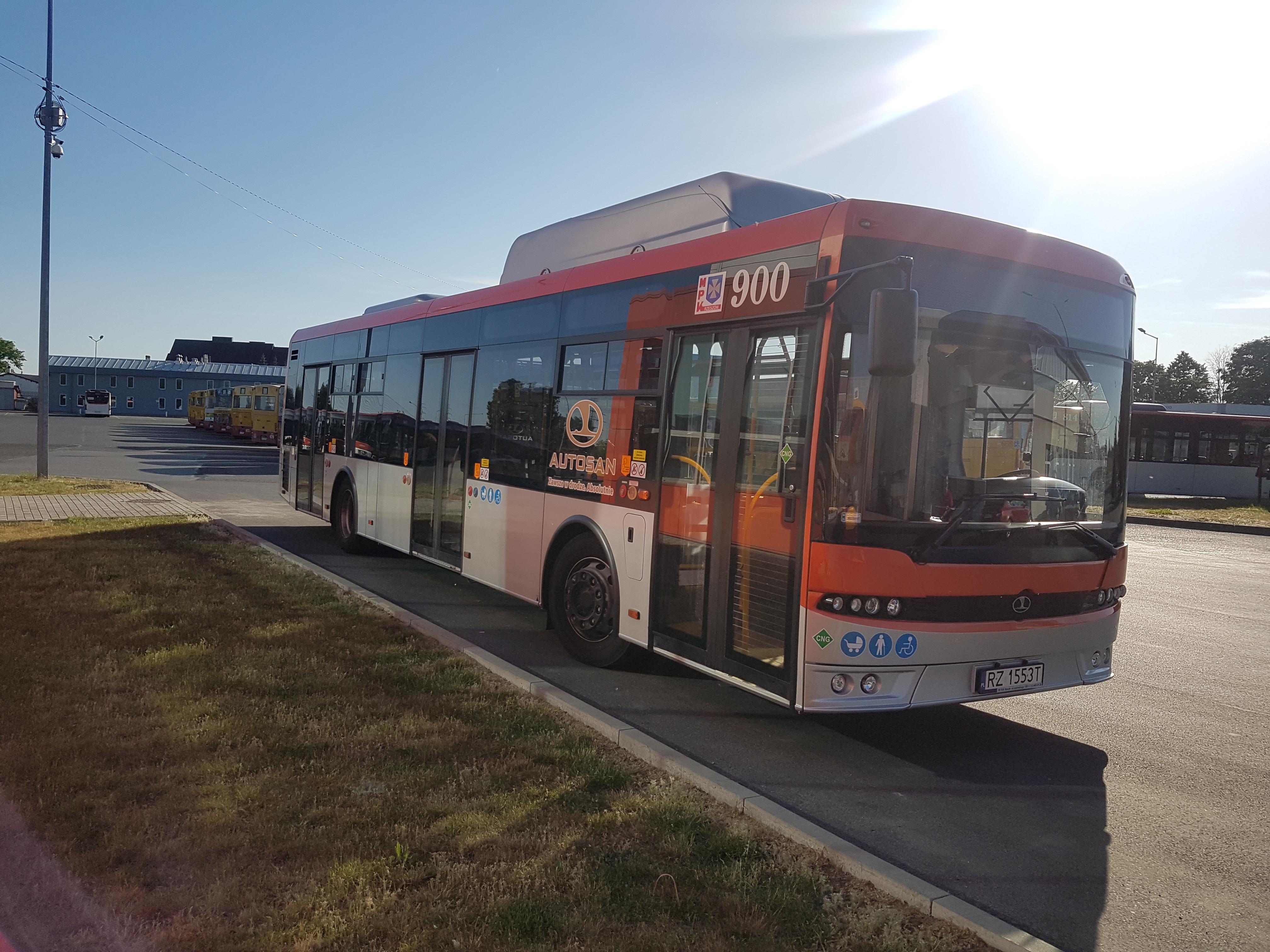
Autosan 12LF CNG #900 na zajezdni MPK przy ulicy Lubelskiej

### Obecny tabor liniowy
| Model autobusu                                                 | W MPK od                                                       | Lata produkcji                                                 | Numer taborowy                                                 | Wyposażenie | Liczba |
| -------------------------------------------------------------- | -------------------------------------------------------------- | -------------------------------------------------------------- | -------------------------------------------------------------- | --- | ------ |
| Solaris Urbino 12 CNG                                          | styczeń 2006                                                   | 2006                                                           | 749, 751                                                       | przewóz osób na wózkach · system informacji pasażerskiej                                                                                          | 2      |
| Jelcz M121M/4 CNG                                              | grudzień 2007                                                  | 2007                                                           | 677, 678,681,682                                               | [ i ] | 4      |
| Mercedes-Benz O530                                             | 5 listopada 2012                                               | 2012                                                           | 805-834                                                        | przewóz osób na wózkach · system informacji pasażerskiej · klimatyzacja przestrzeni pasażerskiej · monitoring · automaty biletowe                 | 30     |
| Mercedes-Benz O530 CNG                                         | 31 maja 2013                                                   | 2012/2013                                                      | 835-864                                                        | przewóz osób na wózkach · system informacji pasażerskiej · klimatyzacja przestrzeni pasażerskiej · monitoring · automaty biletowe                 | 30     |
| Autosan Sancity 10LF                                           | 14 stycznia 2013                                               | 2012/2013                                                      | 901-920                                                        | przewóz osób na wózkach · system informacji pasażerskiej · ładowarki USB · klimatyzacja przestrzeni pasażerskiej · monitoring · automaty biletowe | 20     |
| Autosan Sancity 12LF                                           | 14 kwietnia 2017                                               | 2016                                                           | 921                                                            | przewóz osób na wózkach · system informacji pasażerskiej · ładowarki USB · klimatyzacja przestrzeni pasażerskiej · monitoring · automaty biletowe | 1      |
| Autosan Sancity 12LF                                           | 5 marca 2018                                                   | 2018                                                           | 922-931                                                        | przewóz osób na wózkach · system informacji pasażerskiej · klimatyzacja przestrzeni pasażerskiej · monitoring · automaty biletowe                 | 10     |
| Autosan Sancity 12LF CNG                                       | 6 października 2017                                            | 2016                                                           | 900                                                            | przewóz osób na wózkach · system informacji pasażerskiej · ładowarki USB · klimatyzacja przestrzeni pasażerskiej · monitoring                     | 1      |
| Autosan Sancity 12LF CNG                                       | 6 kwietnia 2020                                                | 2020/2021                                                      | 932-991                                                        | przewóz osób na wózkach · system informacji pasażerskiej · ładowarki USB · klimatyzacja przestrzeni pasażerskiej · monitoring · automaty biletowe | 60     |
| Autosan Sancity 12LF CNG                                       | 2023                                                           | 2023                                                           | 300-309                                                        | przewóz osób na wózkach · system informacji pasażerskiej · ładowarki USB · klimatyzacja przestrzeni pasażerskiej · monitoring · automaty biletowe | 10     |
| Solaris Urbino 18 IV                                           | 16 kwietnia 2018                                               | 2018                                                           | 759-788                                                        | przewóz osób na wózkach · system informacji pasażerskiej · klimatyzacja przestrzeni pasażerskiej · monitoring · automaty biletowe                 | 30     |
| Solaris Urbino 12 Electric                                     | 29 września 2018                                               | 2018                                                           | 100-109                                                        | przewóz osób na wózkach · system informacji pasażerskiej · klimatyzacja przestrzeni pasażerskiej · monitoring · automaty biletowe                 | 10     |
| Solaris Urbino 18 IV CNG                                       | 24 kwietnia 2023                                               | 2023                                                           | 789, 790                                                       | przewóz osób na wózkach · system informacji pasażerskiej · ładowarki USB · klimatyzacja przestrzeni pasażerskiej · monitoring · automaty biletowe | 2      |
| Solaris Urbino 18 IV electric                                  | 2023                                                           | 2023                                                           | 110,111                                                        | przewóz osób na wózkach · system informacji pasażerskiej · ładowarki USB · klimatyzacja przestrzeni pasażerskiej · monitoring · automaty biletowe | 2      |
| Solaris Urbino 9 LE electric                                   | październik/ listopad 2023                                     | 2023                                                           | 112-117                                                        | przewóz osób na wózkach · system informacji pasażerskiej · ładowarki USB · klimatyzacja przestrzeni pasażerskiej · monitoring · automaty biletowe | 6      |
| Mercedes Benz Conecto LF                                       | maj 2025                                                       | 2013                                                           | 865-866                                                        | przewóz osób na wózkach · system informacji pasażerskiej · ładowarki USB · klimatyzacja przestrzeni pasażerskiej · monitoring                     | 2      |
| Solaris Urbino 12                                              | 29 stycznia 2025                                               | 2011                                                           | 791, 792                                                       | przewóz osób na wózkach · system informacji pasażerskiej · klimatyzacja przestrzeni pasażerskiej · monitoring                                     | 2      |
| Wszystkie pojazdy                                              | Wszystkie pojazdy                                              | Wszystkie pojazdy                                              | Wszystkie pojazdy                                              | Wszystkie pojazdy | 222    |
| Udział autobusów niskopodłogowych i niskowejściowych we flocie | Udział autobusów niskopodłogowych i niskowejściowych we flocie | Udział autobusów niskopodłogowych i niskowejściowych we flocie | Udział autobusów niskopodłogowych i niskowejściowych we flocie | Udział autobusów niskopodłogowych i niskowejściowych we flocie                                                                                    | 100%   |
| Udział autobusów zasilanych gazem ziemnym                      | Udział autobusów zasilanych gazem ziemnym                      | Udział autobusów zasilanych gazem ziemnym                      | Udział autobusów zasilanych gazem ziemnym                      | Udział autobusów zasilanych gazem ziemnym | 47%    |
| Średni wiek taboru                                             | Średni wiek taboru                                             | Średni wiek taboru                                             | Średni wiek taboru                                             | Średni wiek taboru | 8 lat  |

### Tabor zabytkowy
| Model autobusu       | W MPK od | Lata produkcji | Wycofanie z eksploatacji liniowej | Numer taborowy | przewóz osób na wózkach | Liczba |
| -------------------- | -------- | -------------- | --------------------------------- | -------------- | ----------------------- | ------ |
| Jelcz-Berliet PR110U | 1979     | 1982           | marzec 2014                       | 442            |                         | 1      |

### Tabor wycofany z eksploatacji
| Typ autobusu                   | Eksploatacja od  | Eksploatacja do  | Liczba | Numery taborowe                                               |
| ------------------------------ | ---------------- | ---------------- | ------ | ------------------------------------------------------------- |
| Polski Fiat 621 R              | 1948             | 1949/50          | 1      |                                                               |
| GMC CCKW 353                   | 1948             | 1952/53          | 2      |                                                               |
| Chevrolet Bulldog              | 1949             | ?                | 1      |                                                               |
| Chausson APH 47                | 1951             | ?                | 2      |                                                               |
| Mavag TR5                      | 1956             | 1961             | 4      |                                                               |
| Star 52                        | 1956             | 1961             | 19     |                                                               |
| San H01B                       | 1958             | 1967             | 41     | 25-65                                                         |
| San H25B                       | 1961             | 1969             | 19     | 01-18                                                         |
| San H27B                       | 1964             | 1970             | 36     | 20-21,23-30,33-34,37-60                                       |
| San H100B                      | 1968             | 1981             | 143    | 61-76,79-134,136-155,164-172, 176-177,184-196,198-201,207-229 |
| Karosa ŠM 11                   | 1971             | 1981             | 6      | 157-162                                                       |
| Karosa ŠL 11                   | 1972             | 1972/73          | 3      | 173-175                                                       |
| Jelcz 021                      | 1973             | 1983             | 5      | 202-206                                                       |
| Jelcz 706RTO-MEX/272           | 1973             | 1983             | 5      | 178-182                                                       |
| Jelcz 272 MEX                  | 1975             | 1983             | 16     | 232-235;246-252;308-310;312-313                               |
| Autosan H9-01                  | 1975             | 1983             | 1      | 243                                                           |
| Autosan H9-03                  | 1975             | 1983             | 10     | 244,307,341-348                                               |
| Autosan H9-35                  | 1976             | 1986             | 86     | 253-267;270-279;281-282;284-306; 314-340;360-366;375-376      |
| Jelcz PR110                    | 20 marca 1979    | 2014             | 242    | 349-359,369-374,378-392, 394-404,407-434,437-566,575-615      |
| Jelcz PR110IL                  | 1982             | 1986             | 2      | 435-436                                                       |
| Jelcz M11                      | 1986             | 2002             | 8      | 567-574                                                       |
| Volvo B58                      | 1991             | 1997/98          | 12     | 700-711                                                       |
| Jelcz 120M                     | 15 września 1992 | 2014 2017 (CNG)  | 23     | 616-629,631-639                                               |
| Volvo B10M-60                  | 1993             | 1999/2000        | 5      | 712-716                                                       |
| Jelcz 120MM/1                  | 1993             | 2018             | 8      | 630,642-648                                                   |
| Jelcz 120MV                    | 1994             | 2012             | 1      | 633                                                           |
| Mercedes O405N2                | 7 kwietnia 1995  | 2018             | 3      | 800-802                                                       |
| Jelcz M181MB                   | 1996             | 2017             | 4      | 640-641,649-650                                               |
| Jelcz 120MM/2                  | 1998             | 2019             | 4      | 651-654                                                       |
| Solaris Urbino 12              | 8 stycznia 2000  | maj 2024         | 33     | 700 – 729, 756-758                                            |
| Solaris Urbino 15              | 2 lutego 2000    | 2021             | 9      | 735 – 741, 742                                                |
| MAN NL 223                     | kwiecień 2002    | grudzień 2020    | 5      | 730 – 734                                                     |
| Autosan A844MN Stokrotka       | 5 stycznia 2004  | 2017             | 1      | 655                                                           |
| Jelcz M125M/4 CNG              | 2004             | 30 marca 2024    | 11     | 656-666                                                       |
| Solaris Urbino 12 CNG          | styczeń 2006     | nadal            | 2/9    | 743-751                                                       |
| Jelcz M120M/4 CNG Supero       | grudzień 2006    | 30 czerwiec 2025 | 10     | 667-676                                                       |
| Jelcz M121M/4 CNG Mastero      | grudzień 2007    | nadal            | 4/8    | 677-684                                                       |
| Jelcz M125M                    | 2 sierpnia 2010  | 2017             | 2      | 754-755                                                       |
| Neoplan K4016TD                | 2 sierpnia 2010  | 2018             | 1      | 753                                                           |
| Neoplan N4016                  | 2 sierpnia 2010  | 2019             | 1      | 752                                                           |
| Autosan H7-20.07 „Solina City” | 2008             | 2023             | 2      | 803-804                                                       |

### Tabor techniczny
| Typ Pojazdu               | Przeznaczenie/informacje | Liczba |
| ------------------------- | ------------------------ | ------ |
| Citroen Jumper            | Pogotowie Przystankowe   | 2      |
| FIAT Doblo                | Nadzór ruchu             | 1      |
| Fiat Panda II             | Nadzór ruchu             | 1      |
| Renault Kangoo            | Pogotowie Techniczne     | 1      |
| Ursus C-360               | Utrzymanie Zajezdni      | 3      |
| Volkswagen Transporter    | Pogotowie Techniczne     | 1      |
| Iveco Trakker Hi-Land 8x4 | Holownik                 | 1      |
| Wszystkie pojazdy         | Wszystkie pojazdy        | 13     |

## Usługi
Podstawowym przedmiotem działalności Spółki jest wykonywanie w ramach zorganizowanej komunikacji miejskiej pasażerskiego transportu rozkładowego lądowego, w celu zaspokojenia zbiorowych potrzeb mieszkańców miasta Rzeszów i ościennych gmin. W ramach działalności podstawowej Spółka prowadzi sprzedaż i dystrybucję biletów na przewozy komunikacją miejską. Ponadto prowadzi:
- usługi diagnostyczne w Okręgowej Stacji Kontroli Pojazdów (Zajezdnia Nr 2)
- myjnię pojazdów mechanicznych,
- wynajem autobusów wraz z kierowcą,
- usługi wulkanizacyjne,
- parking strzeżony TIR (Zajezdnia Nr 2)
- sprzedaż paliw w tym CNG.